# Ranunculus bilobus
Ranunculus bilobus Bertol. – gatunek rośliny z rodziny jaskrowatych (Ranunculaceae Juss.). Występuje endemicznie w północnej części Włoch, w regionach Lombardia oraz Trydent-Górna Adyga. Epitet gatunkowy „bilobus” pochodzi z języka greckiego i oznacza dwuklapowy – słowo bi oznacza dwa, natomiast słowo lobus oznacza klapkę, listek (w tym przypadku odnosi się do podwójnie klapowanych płatków tego gatunku). 

## Rozmieszczenie geograficzne
Występuje endemicznie w północnej części Włoch, w regionach Lombardia oraz Trydent-Górna Adyga. Jest rzadko spotykany – rośnie tylko w Prealpach Włoskich, w grupie górskiej Prealpi Bresciane e Gardesane, u podnóży takich gór jak Monte Tremalzo, Corna Blacca, Dosso Alto czy Monte Tombea. W Lombardii występuje tylko w prowincjach Brescia i Bergamo. 

## Morfologia
PokrójBylina dorastająca do 10–15 cm wysokości. Łodyga jest wyprostowana, prawie naga.
LiścieLiście odziomkowe tworzą różyczkę liściową. Są potrójnie klapowane. W zarysie mają nerkowaty lub okrągły kształt. Mierzą 15–25 mm długości. Mają ciemnozieloną barwę i widocznymi żyłkami. Liść na brzegu jest karbowany – wcięcia są co najmniej do ⅓ blaszki liściowej. Osadzone są na ogonkach liściowych o długości 4–7 cm. Liście łodygowe mają równowąski kształt.
KwiatyZazwyczaj pojedyncze lub czasem zebrane po 2–3 w kwiatostany. Mają białą barwę. Płatki są podwójnie klapowane.
OwoceNiełupki, które tworzą owoc zbiorowy – wieloniełupkę o kulistym kształcie z długim haczykowatym dzióbkiem.
Gatunki podobneRoślina jest podobna do gatunku R. crenatus, ale ma bardziej wyraźnie użyłkowanie liści oraz kwiaty o bardziej wciętych płatkach.

## Biologia i ekologia
Rośnie na skałach dolomitowych i terenach trawiastych, na stokach z ekspozycją na północ, gdzie śnieg zalega dłużej. Najczęściej występuje na wysokości od 1400 do 2700 m n.p.m., lecz w niektórych przypadkach jest spotykany w niższych partiach gór. Kwitnie od czerwca do lipca. Rośnie w 7 strefie mrozoodporności. Niektóre części rośliny mają właściwości toksyczne. 